# Anja Rücker
Anja Rücker, nemška atletinja, * 20. december 1972, Bad Lobenstein, Vzhodna Nemčija.
Nastopila je na olimpijskih igrah v letih 1992 in 1996, ko je osvojila bronasto medaljo v štafeti 4×400 m, leta 1992 pa šesto mesto v isti disciplini, v teku na 400 m se je uvrstila v četrtfinale. Na svetovnih prvenstvih je v štafeti 4x400 m osvojila naslov prvakinje leta 1997 in bronasto medaljo ter bronasto medaljo v teku na 400 m leta 1999, na svetovnih dvoranskih prvenstvih bronasto medaljo v štafeti 4x400 m leta 1997, kot tudi na evropskih prvenstvih leta 1994.